# Веригино (Волоколамский район)
Веригино — деревня в Волоколамском районе Московской области России. Входит в состав сельского поселения Кашинское. Население — 2 чел. (2010).

## География
Деревня Веригино расположена на северо-западе Московской области, в северной части Волоколамского района, примерно в 9 км к северо-востоку от города Волоколамска. На территории зарегистрировано 4 садовых товарищества. Ближайший населённый пункт — деревня Строково.

## Население
| 1852 | 1859 | 1926 | 2002 | 2006 | 2010 |
| ---- | ---- | ---- | ---- | ---- | ---- |
| 116  | →116 | ↗303 | ↘0   | →0   | ↗2   |

## Название
Название, вероятно, связано с именем праправнука Ивана Толбуги — Вериги Васильева сына Преснецова, служившего «по волоку» в 1526—1550 гг. Сам Иван Толбуга умер в 1380 году и был основателем рода Толбузиных, а деревня находится на землях, в прошлом принадлежавших их роду.

## История
В «Списке населённых мест» 1862 года Веригино — владельческая деревня 2-го стана Волоколамского уезда Московской губернии по правую сторону Клинского тракта (из Волоколамска), в 12 верстах от уездного города, при колодце, с 13 дворами и 116 жителями (55 мужчин, 61 женщина).
По данным 1890 года деревня входила в состав Буйгородской волости Волоколамского уезда, число душ мужского пола составляло 68 человек.
В 1913 году — 46 дворов.
По материалам Всесоюзной переписи 1926 года — центр Веригинского сельсовета, проживало 303 жителя (149 мужчин, 154 женщины), насчитывалось 57 крестьянских хозяйств.
С 1929 года — населённый пункт в составе Волоколамского района Московского округа Московской области. Постановлением ЦИК и СНК от 23 июля 1930 года округа как административно-территориальные единицы были ликвидированы.
В 1939 году Веригинский сельсовет был упразднён, а Веригино вошло в состав Ефремовского сельсовета.
1939—1954 гг. — деревня Ефремовского сельсовета Волоколамского района.
1954—1958 гг. — деревня Строковского сельсовета Волоколамского района.
1958—1960 гг. — деревня Ильинского сельсовета Волоколамского района.
1960—1963 гг. — деревня Строковского сельсовета Волоколамского района.
1963—1964 гг. — деревня Строковского сельсовета Волоколамского укрупнённого сельского района.
1964—1965 гг. — деревня Ченецкого сельсовета Волоколамского укрупнённого сельского района.
1965—1994 гг. — деревня Ченецкого сельсовета Волоколамского района.
В 1994 году Московской областной думой было утверждено положение о местном самоуправлении в Московской области, сельские советы как административно-территориальные единицы были преобразованы в сельские округа.
1994—2006 гг. — деревня Ченецкого сельского округа Волоколамского района.
С 2006 года — деревня сельского поселения Кашинское Волоколамского муниципального района Московской области.